# Daleko od nieba
Daleko od nieba (ang. Far from Heaven) – amerykański dramat obyczajowy z 2002 roku w reżyserii Todda Haynesa. Remake klasycznego melodramatu Wszystko, na co niebo zezwala (1955) Douglasa Sirka. Zdjęcia kręcono w stanie New Jersey.

## Fabuła
USA, konserwatywny stan Connecticut, lata 50. Cathy Whitaker, idealna pani domu, dowiaduje się, że jej mąż Frank, pracujący na kierowniczym stanowsku w firmie Magnatech, jest homoseksualistą. Mąż stara się pokonać swoje skłonności, spotyka się z psychiatrą, ale wkrótce zaczyna nadużywać alkoholu i wreszcie odchodzi od Cathy dla młodziutkiego chłopaka, domaga się rozwodu. Ona tymczasem zbliża się do Raymonda, czarnoskórego syna zmarłego ogrodnika, nie zwracając uwagi na panujące w jej środowisku tabu.

## Obsada
- Julianne Moore – Cathy Whitaker
- Dennis Quaid – Frank Whitaker
- Dennis Haysbert – Raymond Deagan
- Patricia Clarkson – Eleanor Fine
- Ryan Ward – David Whitaker
- Viola Davis – Sybil
- James Rebhorn – Dr. Bowman
- Celia Weston – Mona Lauder
- Lindsay Andretta – Janice Whitaker
- Jordan Puryear – Sarah Deagan
- Barbara Garrick – Doreen
- Bette Henritze – Pani Leacock
- Michael Gaston – Stan Fine
- Olivia Birkelund – Nancy
- Kyle Timothy Smith – Billy Hutchinson
- Joe Holt – Kelner
- Brian Delate – Oficer #2

## Nagrody i nominacje
Oscary za rok 2002
- Najlepszy scenariusz oryginalny – Todd Haynes (nominacja)
- Najlepsze zdjęcia – Edward Lachman (nominacja)
- Najlepsza muzyka – Elmer Bernstein (nominacja)
- Najlepsza aktorka – Julianne Moore (nominacja)

Złote Globy 2002
- Najlepsza aktorka dramatyczna – Julianne Moore (nominacja)
- Najlepszy aktor drugoplanowy – Dennis Quaid (nominacja)
- Najlepszy scenariusz – Todd Haynes (nominacja)
- Najlepsza muzyka – Elmer Bernstein (nominacja)

Nagroda Satelita 2002
- Najlepszy dramat
- Najlepsza reżyseria – Todd Haynes
- Najlepszy aktor drugoplanowy w dramacie – Dennis Haysbert
- Najlepszy scenariusz oryginalny – Todd Haynes (nominacja)
- Najlepsze zdjęcia – Edward Lachman (nominacja)
- Najlepsza aktorka dramatyczna – Julianne Moore (nominacja)
- Najlepszy aktor drugoplanowy w dramacie – Dennis Quaid (nominacja)